# Мидлет
Мидлет (транслитерация от MIDlet) е програма на Java, написана за мобилни устройства (най-често за мобилни телефони).
Писането на мидлети не е трудно и компилаторът може да се изтегли безплатно – Sun Java Wireless Toolkit. Въпреки че най-търсените и продавани мидлети са игри, могат да се открият и много сериозни програми, като електронни таблици, бази от данни, навигатори, мобилни карти, текстови и графични редактори.